# Campionati europei di short track - classifica generale femminile
La classifica generale femminile è stata una delle prove disputate durante i campionati europei di short track dal 1997 al 2021.

## Albo d'oro
| Anno | Oro                 | Argento                           | Bronzo                  |
| ---- | ------------------- | --------------------------------- | ----------------------- |
| 1997 | Marinella Canclini  | Ellen Wiegers                     | Elena Tichanina         |
| 1998 | Marinella Canclini  | Anke Jannie Landman Ellen Wiegers | non assegnato           |
| 1999 | Marinella Canclini  | Evgenija Radanova                 | Maureen de Lange        |
| 2000 | Evgenija Radanova   | Katia Zini                        | Evelina Rodigari        |
| 2001 | Evgenija Radanova   | Mara Zini                         | Stéphanie Bouvier       |
| 2002 | Evgenija Radanova   | Mara Zini                         | Joanna Williams         |
| 2003 | Evgenija Radanova   | Stéphanie Bouvier                 | Nina Evteeva            |
| 2004 | Evgenija Radanova   | Tat'jana Borodulina               | Marta Capurso           |
| 2005 | Tat'jana Borodulina | Evgenija Radanova                 | Marta Capurso           |
| 2006 | Evgenija Radanova   | Arianna Fontana                   | Katia Zini              |
| 2007 | Evgenija Radanova   | Stéphanie Bouvier                 | Katia Zini              |
| 2008 | Arianna Fontana     | Evgenija Radanova                 | Nina Evteeva            |
| 2009 | Arianna Fontana     | Kateřina Novotná                  | Stéphanie Bouvier       |
| 2010 | Kateřina Novotná    | Arianna Fontana                   | Elise Christie          |
| 2011 | Arianna Fontana     | Bernadett Heidum                  | Martina Valcepina       |
| 2012 | Arianna Fontana     | Jorien ter Mors                   | Martina Valcepina       |
| 2013 | Arianna Fontana     | Elise Christie                    | Jorien ter Mors         |
| 2014 | Jorien ter Mors     | Elise Christie                    | Arianna Fontana         |
| 2015 | Elise Christie      | Sof'ja Prosvirnova                | Patrycja Maliszewska    |
| 2016 | Elise Christie      | Charlotte Gilmartin               | Suzanne Schulting       |
| 2017 | Arianna Fontana     | Sof'ja Prosvirnova                | Ekaterina Konstantinova |
| 2018 | Arianna Fontana     | Martina Valcepina                 | Sof'ja Prosvirnova      |
| 2019 | Suzanne Schulting   | Sof'ja Prosvirnova                | Elise Christie          |
| 2020 | Suzanne Schulting   | Arianna Fontana                   | Martina Valcepina       |
| 2021 | Suzanne Schulting   | Anna Seidel                       | Sof'ja Prosvirnova      |

## Medagliere complessivo
Aggiornato al 2022
| Pos.   | Paese       | Oro | Argento | Bronzo | Totale |
| ------ | ----------- | --- | ------- | ------ | ------ |
| 1      | Italia      | 10  | 7       | 9      | 26     |
| 2      | Bulgaria    | 7   | 3       | 0      | 10     |
| 3      | Paesi Bassi | 4   | 4       | 3      | 11     |
| 4      | Regno Unito | 2   | 3       | 2      | 7      |
| 5      | Russia      | 1   | 4       | 7      | 12     |
| 6      | Rep. Ceca   | 1   | 1       | 0      | 2      |
| 7      | Francia     | 0   | 2       | 2      | 4      |
| 8      | Germania    | 0   | 1       | 0      | 1      |
| 8      | Ungheria    | 0   | 1       | 0      | 1      |
| 10     | Polonia     | 0   | 0       | 1      | 1      |
| Totale | Totale      | 25  | 26      | 24     | 75     |